# Hening

Herb szlachecki Hening

Hening (Hening III) – polski herb szlachecki z indygenatu.

## Opis herbu
W polu błękitnym kogut srebrny o grzebieniu i koralach czerwonych i orężu złotym, stojący z uniesioną prawą łapą na ostrzewi w skos naturalnej, z trzema listkami i sękiem. Klejnot: kogut jak w godle. Labry błękitne, podbite srebrem.

## Najwcześniejsze wzmianki
Nadany 10 maja 1566 Salomonowi Heningowi. Następnie zatwierdzony indygenatem Franciszkowi Ernestowi w 1682.

## Herbowni
Hening, Michaelis.